# Labastide-Chalosse
Labastide-Chalosse ist eine französische Gemeinde mit 168 Einwohnern (Stand 1. Januar 2022) im Département Landes in der Region Nouvelle-Aquitaine (vor 2016: Aquitanien). Sie gehört zum Arrondissement Mont-de-Marsan und zum Kanton Chalosse Tursan.
Der Name lautet in der gascognischen Sprache La Bastida-Shalòssa.
Die Einwohner werden Labastidiens und Labastidiennes genannt.

## Geographie
Labastide-Chalosse liegt ca. 35 km südlich von Mont-de-Marsan im Landschaft Chalosse der historischen Provinz Gascogne.
Umgeben wird Labastide-Chalosse von den Nachbargemeinden:
|       | Hagetmau                                    |         |
| Momuy | Kompassrose, die auf Nachbargemeinden zeigt | Lacrabe |
|       | Argelos                                     |         |

Labastide-Chalosse liegt im Einzugsgebiet des Flusses Adour. Ein Nebenfluss des Luy de France, der Ruisseau du Moulin de Lagut, durchquert das Gebiet der Gemeinde.

## Geschichte
Archäologische Grabungen brachten Mauern und Objekte aus der gallorömischen Zeit zutage. Die erstmaligen Erwähnungen in den Schriften erfolgte im Jahre 845, als die Siedlung mit Namen Chalosse von den Normannen in Brand gesteckt wurde. Der englische König Eduard II. gründete die Bastide im Jahre 1307. Während der Hugenottenkriege wurde diese dem Erdboden gleichgemacht. Das Dorf wurde in der Folge auf einer Anhöhe nahe Hagetmau neu errichtet. Die Häuser gruppierten sich teilweise um die Pfarrkirche. Bis 1792 trug das Dorf den Namen Labastide de Pont la Reine als Anlehnung an Puente la Reina in Spanien, an dem die Jakobswege nach Santiago de Compostela zusammenlaufen. Labastide-Chalosse selbst liegt an der Via Lemovicensis, einem der vier historischen „Wege der Jakobspilger in Frankreich“.

### Einwohnerentwicklung
Nach Beginn der Aufzeichnungen stieg die Einwohnerzahl bis zur ersten Hälfte des 19. Jahrhunderts auf ersten Höchststand von rund 285. In der Folgezeit sank die Größe der Gemeinde bei kurzen Erholungsphasen bis zur Jahrtausendwende auf rund 115 Einwohner, bevor eine moderate Wachstumsphase einsetzte, die noch heute andauert.
| Jahr      | 1962 | 1968 | 1975 | 1982 | 1990 | 1999 | 2006 | 2010 | 2022 |
| --------- | ---- | ---- | ---- | ---- | ---- | ---- | ---- | ---- | ---- |
| Einwohner | 155  | 135  | 130  | 138  | 138  | 117  | 123  | 135  | 168  |

## Sehenswürdigkeiten

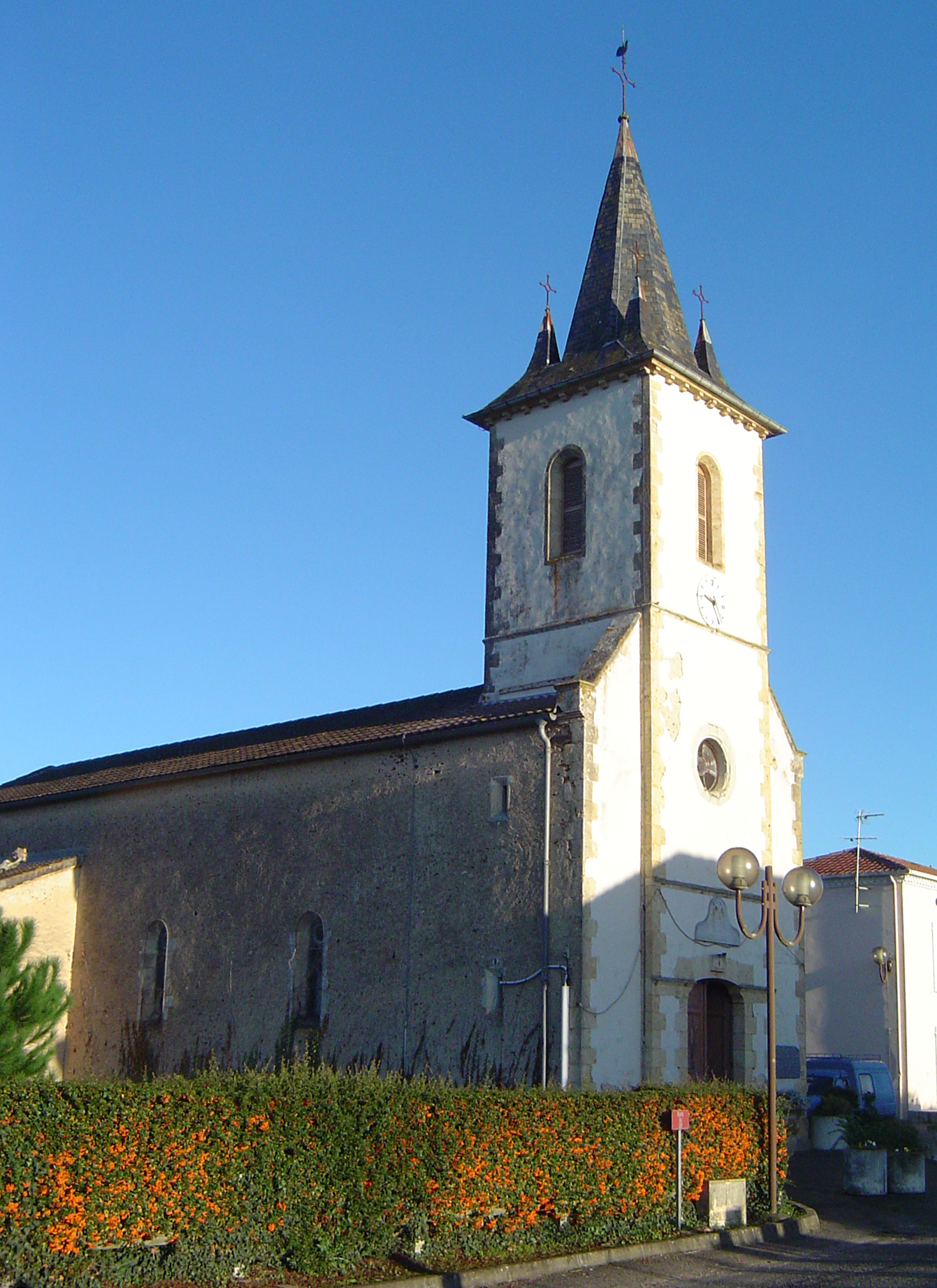
Pfarrkirche Saint-Vincent

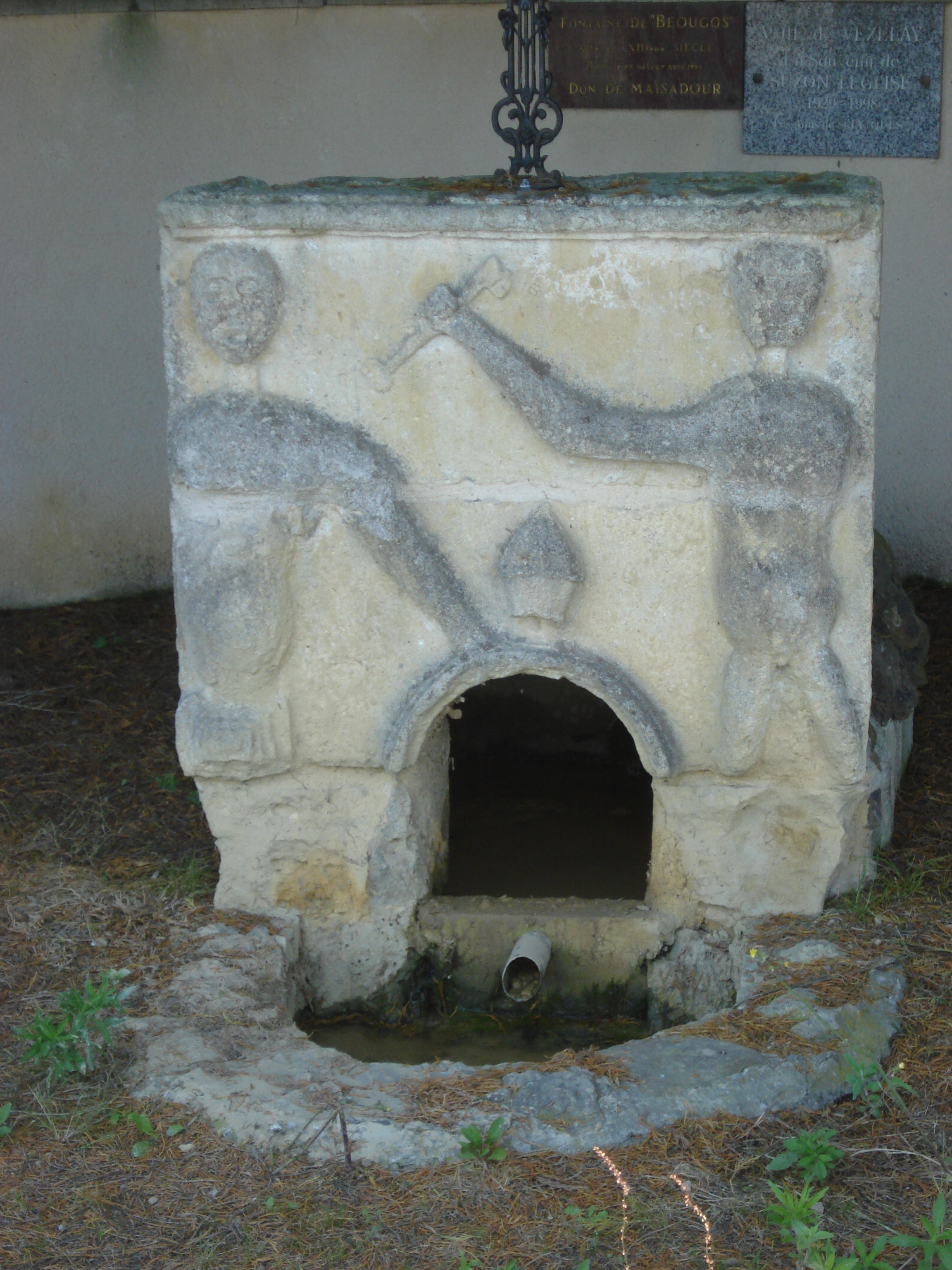
Quelle Saint-Pierre, genannt Béougos

### PfarrkircheSaint-Vincent
Von der ersten Pfarrkirche von Labastide-Chalosse ist wenig bekannt. Sie dürfte wenig später nach der Gründung der Bastide im Jahre 1307 errichtet worden sein. Mit der Bastide wurde sie teilweise in den Hugenottenkriegen zerstört, und ihre Glocken wurden in den Luy versenkt. Die heutige Kirche wurde in den Jahren 1873 und 1874 im neuen Zentrum der Gemeinde nach Plänen des Architekten V. Rozier errichtet. Die Jahreszahl „1873“ ist über dem Eingang eingetragen. Die Kirche besteht aus einem Langhaus mit einem Hauptschiff mit einem Rundbogengewölbe. Ein Vorraum wird südlich von einer Taufkapelle, nördlich von einer Treppe flankiert, die zur Empore führt. Zwei Seitenkapellen mit einem falschen Kreuzgratgewölbe aus Gips öffnen sich zur Vierung. Die Sakristei ist nördlich am halbrunden Chor angebaut. Das Gebäude ist aus Bruchstein aus Kalkstein errichtet und mit Falzziegeln gedeckt, mit Ausnahme des sechseckigen Turmhelms, der mit Schiefer gedeckt ist.
Kein Ausstattungsgegenstand datiert früher als das erste Drittel des 19. Jahrhunderts. Die drei Altäre und die Sitze im Chor stammen aus den Jahren 1830 bis 1850 und sind ebenso wie die im Jahre 1848 von Dalestan und Malet gegossene Glocke in der später errichteten Kirche wiederverwendet worden. Die heterogenen Glasfenster des Langhauses und der beiden Seitenkapellen zeigen Grisaille des ausgehenden 19. Jahrhunderts. Zeitgenössische Glasfenster finden sich hingegen im Chor. Sie wurden 1977 von Dazelle aus Hagetaubin realisiert. Die beschriebenen und viele weitere Ausstattungsgegenstände der Kirche sind als nationale Kulturgüter registriert.

### QuelleSaint-Pierre, genanntBéougos
Béougos bedeutet im Gascognischen „Rindertränke“. Die Quelle befindet sich am Jakobsweg nördlich des Zentrums der Gemeinde. Sie erhielt den Namen des Apostels Petrus, weil dieser der Schutzpatron einer früheren Kirche war, die heute nicht mehr existiert und von der ein Friedhof und ein Kreuz ihren ehemaligen Standort bezeugen. Der Bau um die Quelle ist bereits im Mittelalter von der Familie Cazenave de Momuy errichtet worden. Auf der Fassade ist ein Bildnis von Petrus und eines anderen Apostels zu erkennen. Petrus trägt einen Schlüssel und eine Tiara als Symbol für die Papstwürde. Die Bewohner schrieben dem Wasser der Quelle Heilkräfte zu und brachten ihre Kinder oder jungen Tiere mit, damit diese das Laufen besser erlernen. Sie zeigten ihre Dankbarkeit durch Einwerfen von Münzen, die im 19. Jahrhundert teilweise den Bau der Pfarrkirche finanzieren halfen. Die Quelle ist auch eine Gelegenheit zur Rast für die Jakobspilger zum Trinken, zum Waschen und Baden der Füße, denn das Wasser regt den Blutkreislauf an.

### Statue des Erzengels Michael
Sie ist etwas südlicher als die Quelle auf dem Weg in das Zentrum gelegen und zeigt den Erzengel Michael, wie er den Drachen besiegt, ein wiederkehrendes Motiv für den Sieg des Guten über das Böse.

## Wirtschaft und Infrastruktur
Die Wirtschaft der Gemeinde beruht auf dem Ackerbau, aber auch auf der Aufzucht von Blondes d’Aquitaine und Hühnern mit dem Gütezeichen „Saint-Sever“.

Logo des Jakobswegs

### Sport und Freizeit
Der Fernwanderweg GR 654 von Namur in Belgien über Vézelay nach Saint-Jean-Pied-de-Port führt durch das Zentrum von Bourriot. Er folgt der Via Lemovicensis, einem der vier historischen „Wege der Jakobspilger in Frankreich“.

### Verkehr
Labastide-Chalosse wird durchquert von den Routes départementales 56, 357 und 439.